# مارت ملو
مارت ملو (فرانسوی: Marthe Mellot‎؛ ۱۶ فوریهٔ ۱۸۷۰ – ۱۳ اوت ۱۹۴۷) بازیگر اهل فرانسه بود.
از فیلم‌ها یا برنامه‌های تلویزیونی که وی در آنها نقش داشته‌است می‌توان به بینوایان، آقای ونسان و مادام بوواری اشاره کرد.